# 程晓农
程晓农（1952年2月19日—），男，祖籍江苏南京，生于上海市，美籍华人经济学家、转型问题学者、旅美学者，取得美國普林斯頓大學社會學博士學位。曾任中国经济体制改革研究所综合研究室主任、副研究员，后成為美国《当代中国研究》杂志主编。

## 生平
程晓农于1952年2月19日在上海市出生。初入中学便被安排到安徽肥东县上山下乡运动。1975年于安徽省地质局任职。1978年就读中国人民大学计划统计系，1985年获得中国人民大学经济学硕士。毕业之后，程晓农先后在中国全国人民代表大会常务委员会办公厅研究室和中国经济体制改革研究所工作，曾任体改所综合研究室主任、副研究员。1989年起他先后到德国经济研究所、哥廷根大学以及普林斯顿大学做访问学者。1997年至2009年，程晓农任美国《当代中国研究》杂志主编。

## 著作
- 《中国改革的得与失》（The Gains and Losses of China's Reform），与何清涟合著，博大出版社，2007年
- 《透视中国政治》，与吴国光合著，香港博大出版社，2009年
- 《中國：潰而不崩》，與何清漣合著，八旗文化，2017年